# Joseph Bissang
Joseph Bissang (Francia, 17 de abril de 1976) es un árbitro internacional francés de baloncesto. Adscrito a la Fédération Française de BasketBall (FFBB), dirige habitualmente en la Betclic Élite y forma parte del plantel de oficiales de EuroLeague Basketball —Euroliga y EuroCup—, figurando en el listado oficial de la organización.

## Trayectoria
Se estrenó en la élite francesa en 2002 y, tras consolidarse en la LNB, dio el salto a competiciones de EuroLeague Basketball en la temporada 2015–16 (EuroCup) y 2016–17 (Euroliga). 
En 2014 se convirtió en el primer árbitro francés invitado a pitar en la NBA Summer League de Las Vegas, dentro de un programa de intercambio FIBA–NBA.

## Euroliga y EuroCup
- Euroliga: 2016–17 – presente (en actas y listado oficial).[10][11]
- EuroCup: 2015–16 – presente (designaciones documentadas).[6][12]

Partidos destacados (selección)
- Euroliga RS 2016–17: Žalgiris – Maccabi FOX (28/10/2016).[13]
- Euroliga RS 2021–22: Bayern – CSKA (24/02/2022).[14]
- EuroCup 2024–25 (RS): Valencia – U-BT Cluj-Napoca (18/12/2024).[15]
- EuroCup 2024–25 (RS): Lietkabelis – U-BT Cluj-Napoca (29/01/2025).[16]
- EuroCup 2024–25 (RS): Beşiktaş – Wolves (12/02/2025).[17]

## Francia (LNB)
Árbitro principal en la Betclic Élite, con designaciones habituales en liga regular y fase final. Ejemplos recientes: J25 y J26 de la temporada 2024–25, y partido 2 de la final Betclic Élite 2025 (Paris–Monaco).

## Incidencias reseñables
El 15 de diciembre de 2023, durante un partido de Euroliga entre Olympiacós y Valencia, fue objeto de insultos racistas por parte de un aficionado. EuroLeague Basketball y el club griego anunciaron la prohibición de por vida al infractor y diversas entidades del ecosistema (entrenadores, jugadores y árbitros de Euroliga) emitieron un comunicado conjunto de condena.

## Reconocimientos
- Mejor árbitro de la LNB (Pro A): 2015, 2016 y 2019.[23][24][25]